# Discographie de Soulfly
Après avoir quitté Sepultura en 1996, le chanteur Max Cavalera crée Soulfly. Formé au départ du batteur Roy Mayorga et le guitariste Jackson Bandeira (ex-Chico Science), avec Marcello D. Rapp à la basse (qui avait déjà joué avec The Mist aux côtés de l'ancien guitariste de Sepultura : Guedz Jairo). Leur album homonyme sort en 1998. Deuxième album de Soulfly, Primitive, est sorti en 2000. En juin 2002, ils sortent l'album simplement intitulé 3, suivie par Prophecy, en mars 2004. Dark Ages, est sorti en octobre 2005. Suivi de Conquer, est sorti en juillet 2008.

## Albums Studio
| Année                                                                | Détails de l'album                                                                                    | Chartes | Chartes | Chartes | Chartes | Chartes | Chartes | Chartes | Chartes | Chartes | Chartes | Certification           |
| Année                                                                | Détails de l'album                                                                                    | US      | AUS     | AUT     | BEL     | FIN     | FRA     | GER     | NLD     | SWI     | UK      | Certification           |
| -------------------------------------------------------------------- | --- | ------- | ------- | ------- | ------- | ------- | ------- | ------- | ------- | ------- | ------- | ----------------------- |
| 1998                                                                 | Soulfly - Date de sortie : 21 avril 1998 - Label: Roadrunner (#8748) - Format: CD, cassette           | 79      | 33      | 28      | 12      | 18      | 14      | 29      | 27      | —       | 16      | - US: Gold - UK: Silver |
| 2000                                                                 | Primitive - Date de sortie : 26 September 2000 - Label: Roadrunner (#8565) - Format: CD, cassette, LP | 32      | 26      | 28      | 20      | 22      | 20      | 16      | 39      | 76      | 45      |                         |
| 2002                                                                 | 3 - Date de sortie : 25 juin 2002 - Label: Roadrunner (#8455) - Format: CD                            | 46      | 24      | 12      | 27      | —       | 28      | 14      | 44      | 43      | 61      |                         |
| 2004                                                                 | Prophecy - Date de sortie : 30 mars 2004 - Label: Roadrunner (#8304) - Format: CD                     | 82      | 49      | 15      | 53      | —       | 38      | 24      | 51      | 39      | 103     |                         |
| 2005                                                                 | Dark Ages - Date de sortie : 4 octobre 2005 - Label: Roadrunner (#8191) - Format: CD, LP              | 155     | 41      | 19      | 64      | —       | 49      | 29      | 68      | 44      | 126     |                         |
| 2008                                                                 | Conquer - Date de sortie : 29 juillet 2008 - Label: Roadrunner (#7942) - Format: CD (+DVD)            | 66      | 19      | 16      | 17      | 20      | 39      | 15      | 33      | 19      | 64      |                         |
| 2010                                                                 | Omen - Date de sortie : 25 mai 2010 - Label: Roadrunner - Format: CD (+DVD)                           | 73      | 38      | 19      | 50      | 44      | 58      | 13      | 42      | 15      | 100     |                         |
| 2012                                                                 | Enslaved - Date de sortie : 13 mars 2012 - Label: Roadrunner - Format: CD                             | 82      | 40      | 32      | 59      | —       | 98      | 38      | 66      | 36      | 104     |                         |
| 2013                                                                 | Savages - Date de sortie : 4 octobre 2013 - Label: Nuclear Blast - Format: CD                         | 84      | 68      | 43      | 83      | 39      | 91      | 41      | —       | 48      | 118     |                         |
| 2015                                                                 | Archangel - Date de sortie : 14 aout 2015 - Label: Nuclear Blast - Format: CD                         | 130     | 41      | 31      | 28      | 22      | 14      | 19      | 33      | 11      | 57      |                         |
| 2018                                                                 | Ritual - Date de sortie : 19 octobre 2018 - Label: Nuclear Blast - Format: CD, LP                     |         |         |         |         |         |         |         |         |         |         |                         |
| "—" indique que l'album n'est pas sorti ou n'est pas classé ce pays. | |         |         |         |         |         |         |         |         |         |         |                         |

## DVD
| Année | Détails de l'album                                                                                    | Chartes | Chartes |
| Année | Détails de l'album                                                                                    | US ,    | AUT ,   |
| ----- | --- | ------- | ------- |
| 2005  | The Song Remains Insane - Date de l'album : 1er mars 2005 - Label: Roadrunner (#610970) - Format: DVD | 15      | 5       |

## EP
| Année | Détail de l'album                                                                 | Chartes |
| Année | Détail de l'album                                                                 | UK      |
| ----- | --------------------------------------------------------------------------------- | ------- |
| 1999  | Tribe - Date de sortie : 21 janvier 1999 - Label: Roadrunner (#2203) - Format: CD | 85      |

## Singles
| Année                                                                | Chanson                                         | Charte | Charte | Album     |
| Année                                                                | Chanson                                         | FIN    | UK     | Album     |
| -------------------------------------------------------------------- | ----------------------------------------------- | ------ | ------ | --------- |
| 1998                                                                 | "Eye for an Eye"                                | —      | —      | Soulfly   |
| 1998                                                                 | "Umbabarauma" (featuring Los Hooligans)         | —      | 94     | Soulfly   |
| 1998                                                                 | "Bleed" (featuring Fred Durst & DJ Lethal)      | 8      | 88     | Soulfly   |
| 1999                                                                 | "Tribe"                                         | —      | —      | Soulfly   |
| 2000                                                                 | "Back to the Primitive"                         | —      | 120    | Primitive |
| 2001                                                                 | "Son Song" (featuring Sean Lennon)              | —      | —      | Primitive |
| 2001                                                                 | "Jumpdafuckup" (featuring Corey Taylor)         | —      | —      | Primitive |
| 2002                                                                 | "Downstroy"                                     | —      | —      | 3         |
| 2002                                                                 | "Seek 'N' Strike"                               | —      | —      | 3         |
| 2004                                                                 | "Prophecy"                                      | —      | —      | Prophecy  |
| 2005                                                                 | "Carved Inside"                                 | —      | —      | Dark Ages |
| 2008                                                                 | "Blood Fire War Hate" (featuring David Vincent) | —      | —      | Conquer   |
| 2008                                                                 | "Unleash" (featuring Dave Peters)               | —      | —      | Conquer   |
| 2010                                                                 | "Rise of the Fallen" (featuring Greg Puciato)   | —      | —      | Omen      |
| 2012                                                                 | "World Scum"                                    | —      | —      | Enslaved  |
| "—" indique que l'album n'est pas sorti ou n'est pas classé ce pays. |                                                 |        |        |           |

## Clips
| Année | Chanson                     | Réalisateur           |
| ----- | --------------------------- | --------------------- |
| 1998  | "Bleed"                     | Thomas Mignone        |
| 2000  | "Back to the Primitive"     | Thomas Mignone        |
| 2002  | "Seek 'n' Strike"           | Christoffer Salzgeber |
| 2004  | "Prophecy"                  | The Good Guys Company |
| 2005  | "Roots Bloody Roots" (live) | Kimo Proudfoot        |
| 2005  | "Carved Inside"             | Milos Djukelic,       |
| 2005  | "Frontlines"                | Milos Djukelic,       |
| 2006  | "Innerspirit"               | Tomasz Dziubinski     |
| 2008  | "Unleash"                   | Robert Sexton         |
| 2010  | "Rise of the Fallen"        | Dale Resteghini       |
| 2012  | "World Scum"                | Thomas Mignone        |